# رحمت نوری
رحمت نوری بازیکن سابق تیم ملی والیبال مردان ایران، مربی و کارشناس فعلی والیبال اهل ایران است. او از سال ۱۳۶۳ از باشگاه شهید احمدی زیرآب به والیبال حرفه‌ای رسید و در ردهٔ باشگاهی هم با تیم‌های بنیاد شهید در ۲ دوره در سالهای ۱۳۶۹ و ۱۳۷۰ قهرمانی لیگ برتر را تجربه کرد و بعد به عضویت تیم فجر تهران درآمد و با تیم شهباز قهرمانی لیگ برتر را دوباره به دست آورد. راه آهن و بازیافت نیز دیگر تیم‌های باشگاهی نوری بوده‌اند. نوری از سال ۱۳۷۸ به مربیگری روی آوردم در باشگاه‌های مختلفی مانند نفت تهران، گاز تهران، دانشگاه شهید بهشتی، دانشگاه آزاد اسلامی به عنوان مربی فعالیت کرد. او از سال ۱۳۸۲ تا کنون به عنوان مدرس در فدراسیون والیبال ایران مشغول به کار است. وی اکنون یکی از معلمان دبیرستان ماندگار البرز می‌باشد